# Cova Emil Racoviță
La cova Emil Racoviță és la cova més gran de la República de Moldàvia i la 26a cova més llarga del món. També és reconeguda com la tercera cova de guix més llarga del món. Ocupa una superfície de 51 Ha.
La cova es troba a la regió d'Europa de l'Est, on es creuen les fronteres de tres estats: Ucraïna, República de Moldàvia i Romania. Una de les fronteres, la moldava-ucraïnesa, passa directament per sobre de la cova. L'única entrada a la cova es troba al territori de la República de Moldàvia, prop del poble de Criva, districte de Briceni, al costat dret de la ruta Chișinău - Txernivtsí.

## Històric
A les publicacions hi ha 3 variants de la data del descobriment de la cova: 1959, 1969, 1977. Això es deu al següent:
- La presència de dipòsits de guix i fenòmens càrstics a la part nord-oest del poble de Criva era coneguda pels locals abans. La primera recerca geològica es va dur a terme l'any 1946. Durant el mateix període, es va iniciar l'extracció de guix aplicant explosions.[3] El 1959, arran d'una explosió d'aquest tipus, es va trencar la paret d'una cavitat. Però aleshores no es va revelar el sistema en si, sinó només una de les galeries superiors. Com que es preveia la presència d'aigua subterrània, en el projecte d'organització de les obres es preveia l'organització de l'estació de bombeig. El volum mitjà d'aigua bombejada va ser i es manté: 8.000 metres cúbics per dia. A partir d'aquest fet, la literatura de vegades indica l'any 1959 com l'any del descobriment de la cova.
- La segona data del descobriment és l'agost de 1969, quan diversos científics del departament de geografia de l'Acadèmia de Ciències de la MSSR (Beshlyage, Verina, Ignatiev, Kravchuk, Sukhov) van fer el primer intent d'entrar a la cova. Malauradament, els investigadors no van poder caminar més de 60 metres a causa de l'argila molt humida i enganxosa, les nombroses zones inundades.[4]
- L'any 1977, després d'una explosió a la part nord de la pedrera, es va obrir l'actual entrada a la cova. Del diari oficial del club d'espeleologia de Txernivtsi "Troglodyt":

„12 - 13 de març de 1977, c. Ventafocs. Composició del grup: Korzhik V., Kabashnyuk V., Degtyarenko N., Lemeshev A., Filipets A., Gaysenyuk V., Lutsiv O., Voityshen S., Yastremsky V., Filipets G. Discovery, per primera vegada a la cova. Vaig posar 56 piquets. La longitud és de 350 metres en línia recta, la carrera és de 4-6 metres".
Aquesta data es considera la data del descobriment de la cova: la nit del 12 al 13 de març de 1977. Immediatament, es van iniciar els treballs de topografia de les galeries, que van durar fins a l'any 1993, quan es va traslladar al mapa l'últim barri de la "Bucovina". Tota l'activitat d'organització, coordinació i recollida dels mapes va ser realitzada pel club "Troglodyt" de la localitat. Txernivtsi, Ucraïna, el paper principal és Vitaly Pavlovich Korzhik.
A més, els científics del departament de geografia del Ministeri de Ciència MSSR van fer treballs a la cova. Nou estudiants de l'Institut Pedagògic de Tiraspol (Botnari, Naumenko, Shumulkov, Spinu, Boloborodov, Duloglu, Tsarigradsky, Obruchkova) van aconseguir completar els 10 al quilòmetre inicial del laberint durant 1 mes, van descobrir llacs subterranis amb aigua clara, van mesurar-ne el volum, la temperatura i van prendre mostres d'aigua. No obstant això, encara no es coneix la ubicació d'aquests materials.
A partir de 1984, el club espeleològic "Abis" de Chisinau es va sumar a la recerca i, en la seva major part, a la topografia de la cova.

## El nom
Segons la tradició acceptada en la pràctica internacional, el nom "Золушка" o "Ventafocs" es va convertir en el nom oficial de la cova, tal com el van donar els descobridors. A les publicacions de l'Acadèmia de Ciències de l'RSS [9], a les llistes de coves del món, articles científics en diferents idiomes, la cova s'anomena "Золушка" o "Zolushka" en transcripció llatina. A Ucraïna, de vegades s'utilitza la versió ucraïnesa d'aquest nom - "Popelyushka", i a les publicacions romaneses també es va trobar la versió - "La Ventafocs".
L'any 1991, per la Decisió del Govern de la República de Moldàvia núm. 664 del 28 de novembre de 1991 "Sobre la protecció per part de l'estat de la cova càrstica prop del poble de Criva, districte de Briceni", la cova va ser rebatejada com a "Emil Racoviță", en honor al bioespeleòleg romanès Emil Racoviță.
Espeleònims: els noms de galeries, sales i llacs van ser donats pels científics que van descobrir i investigar la cova. Tanmateix, en diferents fonts podeu trobar diverses variants de topònims. En aquest treball VN Verina "Тайны подземного мира" va esmentar noms "Зеленое озеро", "Синее озеро", "Прозрачное озеро", "Студенческое озеро", "Комсомольское озеро", "Царское озеро" sala "Cтадион" "Зал Гиппопотама", "Проспект Кантемира", Зал Жруналистов", "Молдова", "Крива", "Зал Даков". En el document Andrejczuk VN "Пещера Золушка" es refereix a "Зал Динозавра" "Зал Черновицких Спелеологов" "Зал Стометровка" "Метрополитен" "Озера Студенческое" "Озеро Спелунка", etc. Alguns noms fan referència a les mateixes regions de la cova.

## Descripció

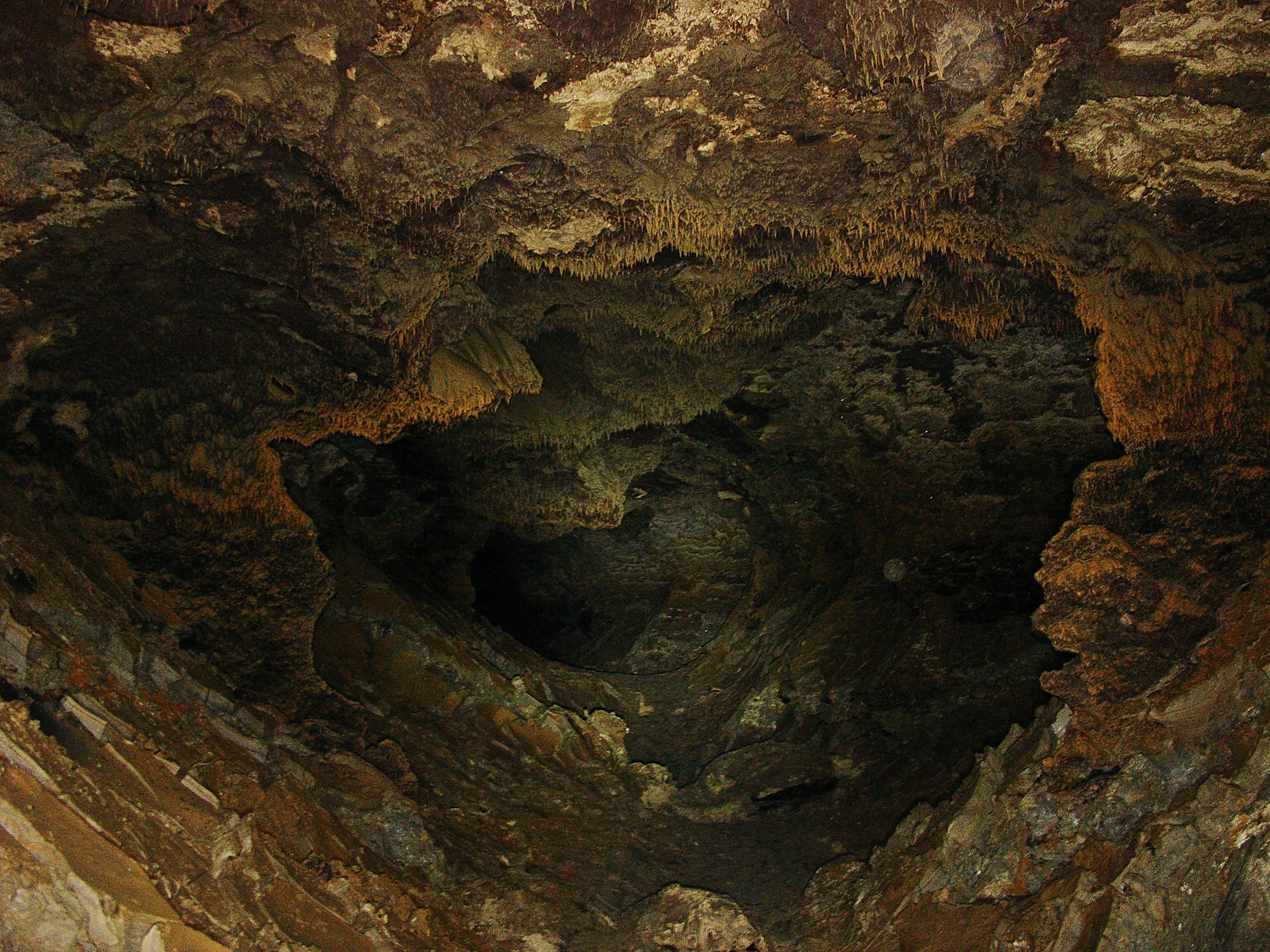
Vista profunda de la cova.

La cova es caracteritza per la presència de grans sales que arriben a una longitud de 60-100 m, amplades de 30-40 m i alçades fins a 11 m. Els sostres es recolzen sobre grans columnes.
A les coves càrstiques de la cova hi ha més de 20 llacs (algunes fonts amb més de 60), amb una profunditat no superior a 2 m i temperatura constant de 8-11 °C. L'aigua del llac té un ric contingut en sals minerals, que tenen un efecte curatiu sobre el cos humà. També hi ha "pous" naturals amb una profunditat de 16-20 m Cada habitació i galeria subterrània està revestida d'argiles fines de diferents tonalitats de color, per mineralització aleatòria: verd, blau, vermell, negre, blanc, etc. Els espeleòlegs aficionats han fet d'argila, en determinades vies subterrànies, unes figuretes, que utilitzen com a indicadors de diferents estances i laberints. Destaquen les estalactites de calcita-argila que cobreixen els sostres i parets d'algunes galeries, les cortines amb un gruix de 2-20 cm. El resultat de molts anys de treball dels científics va ser el descobriment i l'estudi de colònies úniques de microorganismes ferruginosos.

## Gènesi i propietats geològiques

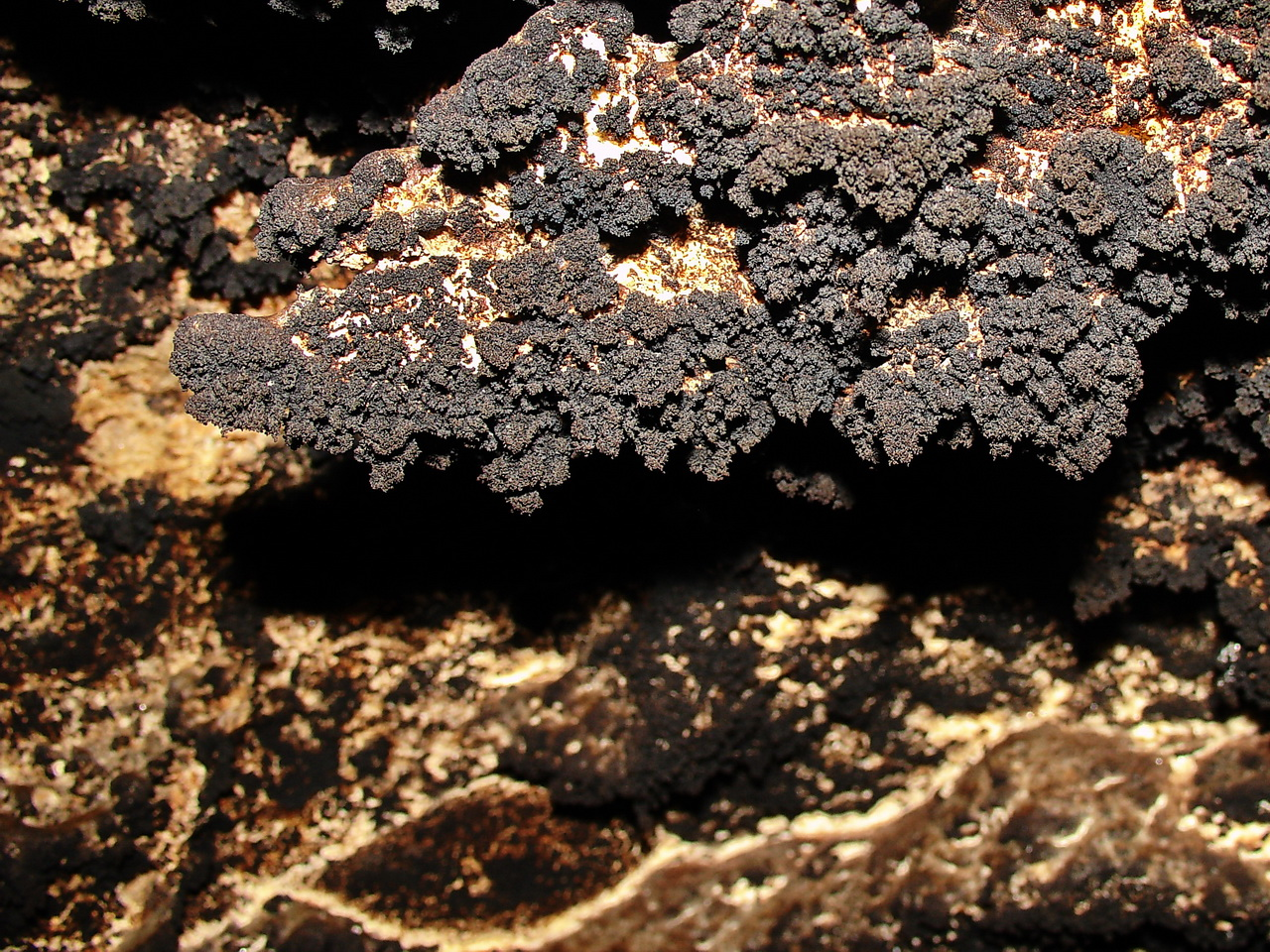
Formacions espeleològiques

La cova és relativament jove, formant-se a finals del Plistocè. Segons les característiques morfològiques i morfomètriques, es van identificar 15 regions de la cova.
Segons la seva gènesi, la cova d'Emil Racoviță es deu a l'erosió de la dissolució (corrosió), el tipus de les seves xarxes està determinat pel règim de flux d'aigua subterrània, un paper secundari que tenen els col·lapses i la sedimentació de l'encanteri. Aquesta procedència té les coves més importants i variades del món. Les dimensions (desenvolupament) de la xarxa espeleològica superior a 50 km fan que la cova, segons la classificació adoptada, sigui considerada molt gran o fins i tot gegantina. La cova es troba a una profunditat de 5 a 50 m, la distància entre els punts extrems de la xarxa espeleològica supera els 1.250 m. Inicialment, l'obertura de la cova va aparèixer a les parets de la pedrera per l'explotació del jaciment de guix, posteriorment es va disposar una entrada artificial.
Des del punt de vista de la direcció general de desenvolupament, la xarxa espeleològica és horitzontalment vertical i té dues direccions preferents en el pla horitzontal (20-50 ° NE i 290-310 ° NW) determinades pel factor tectònic: la posició de la xarxa tridimensional de litoclasts, respectivament esquerdes i diàclases que afecten la capa càrstica.
A les coves es van establir la presència de Neogen i Quaternari dipòsits, però també de la superior Badenian, que consisteixen en una capa de guix d'alta qualitat amb un gruix de 20-25 m. Per sobre del guix hi ha 12 nivells d'argiles de diferents colors i composicions, segons la fauna de foraminífers, briozous, ostracodes i mol·luscs que formaven la base. El tram estratigràfic acaba amb una capa d'al·luvions del Plistocè, en la qual es van descobrir restes esquelètiques de mamut, bisó i cavall.

## Protecció

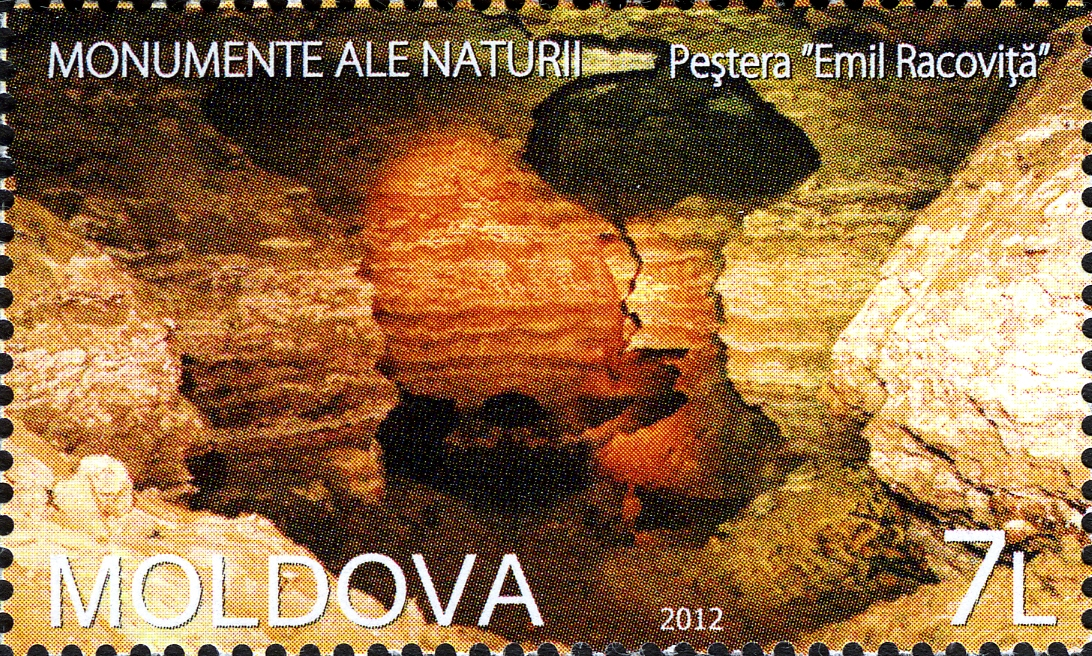
La cova d'Emil Racoviță il·lustrada en un segell de la República de Moldàvia

La cova Emil Racoviță està protegida per la “Llei núm. 1538-13” de 25 de juny de 1998 sobre el fons d'espais protegits de l'Estat. Està catalogat com a monument de la natura de tipus geològic o paleontològic i està sota l'administració de la Pedrera de Guix del poble de Criva. És l'àrea protegida d'aquest tipus més occidental del país. Es troba sota protecció de l'Estat des de l'any 1991, segons la Decisió núm. 664 del Govern de la República de Moldàvia.
A les proximitats immediates de la cova, l'empresa alemanya Knauf desenvolupa la seva activitat extractiva.

## Galeria d'imatges

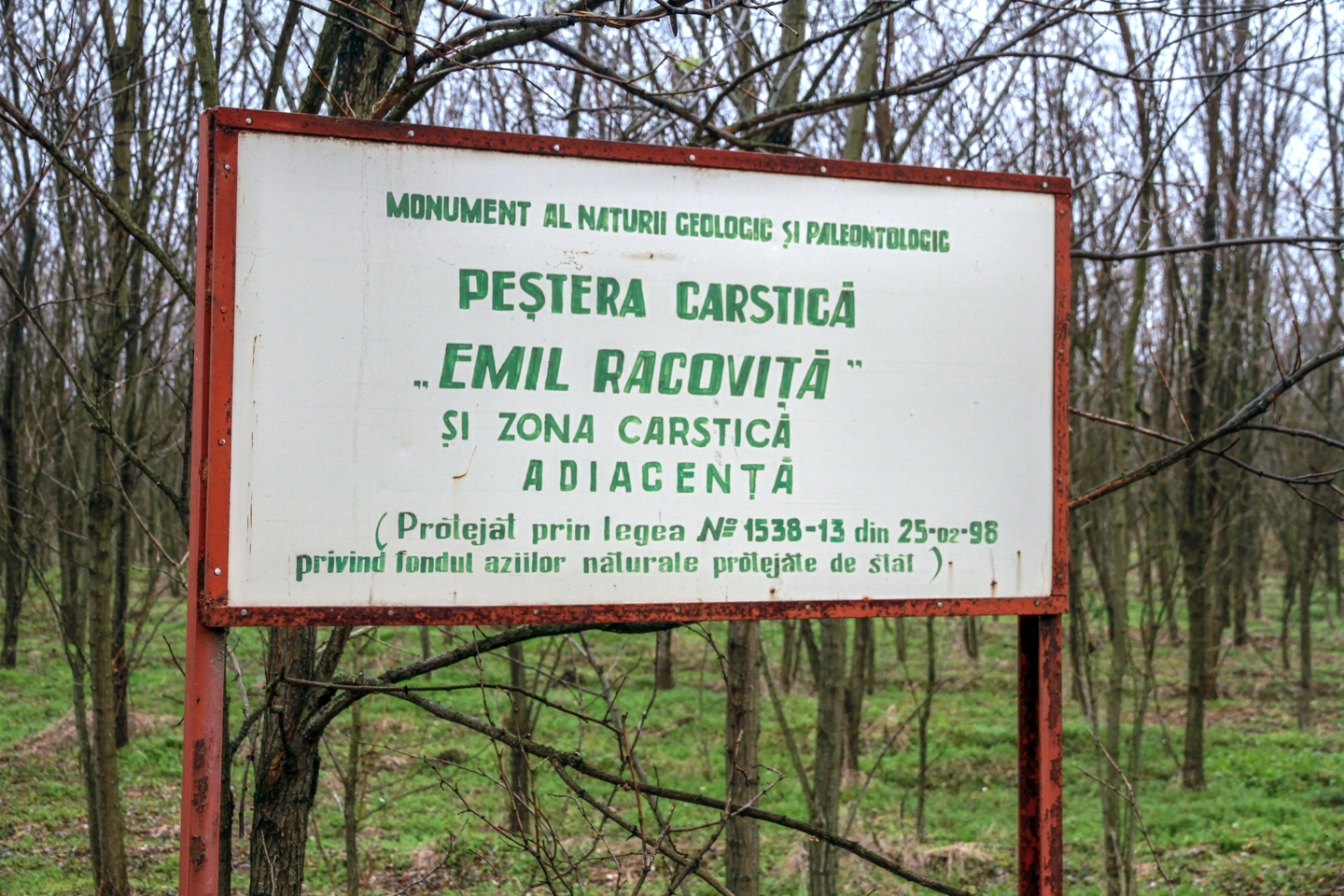
Placa d'accés
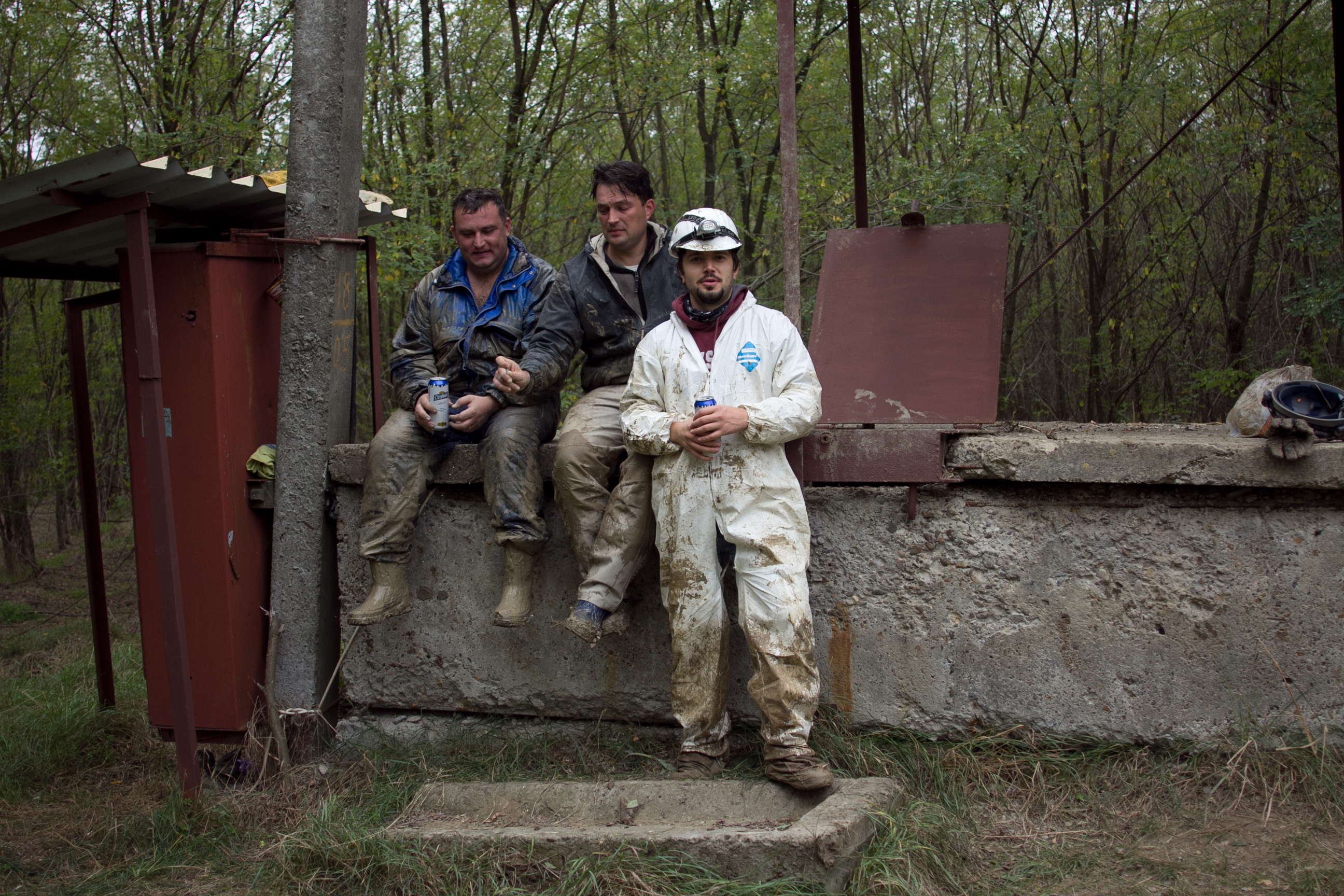
L'entrada real
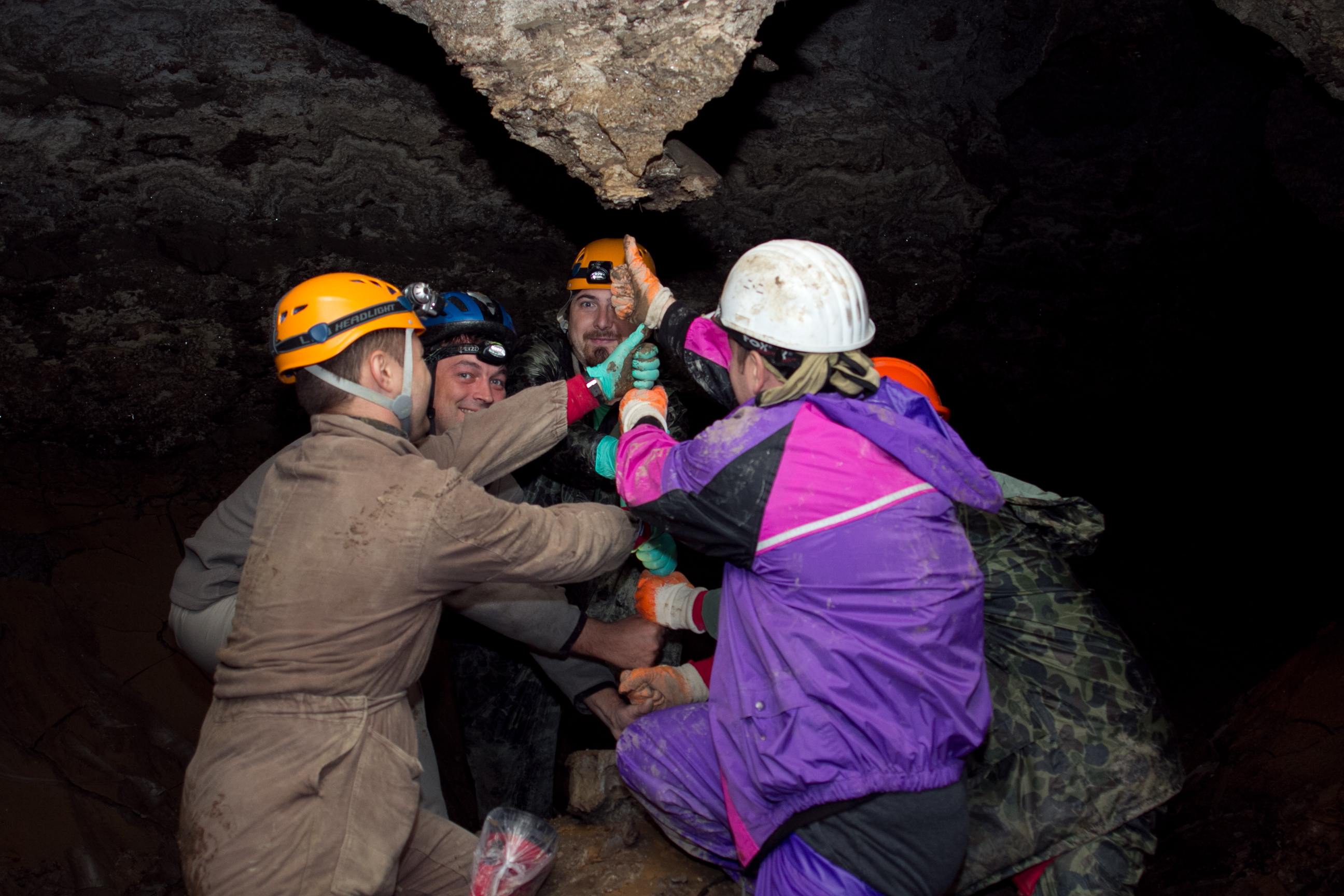
Un grup de visitants
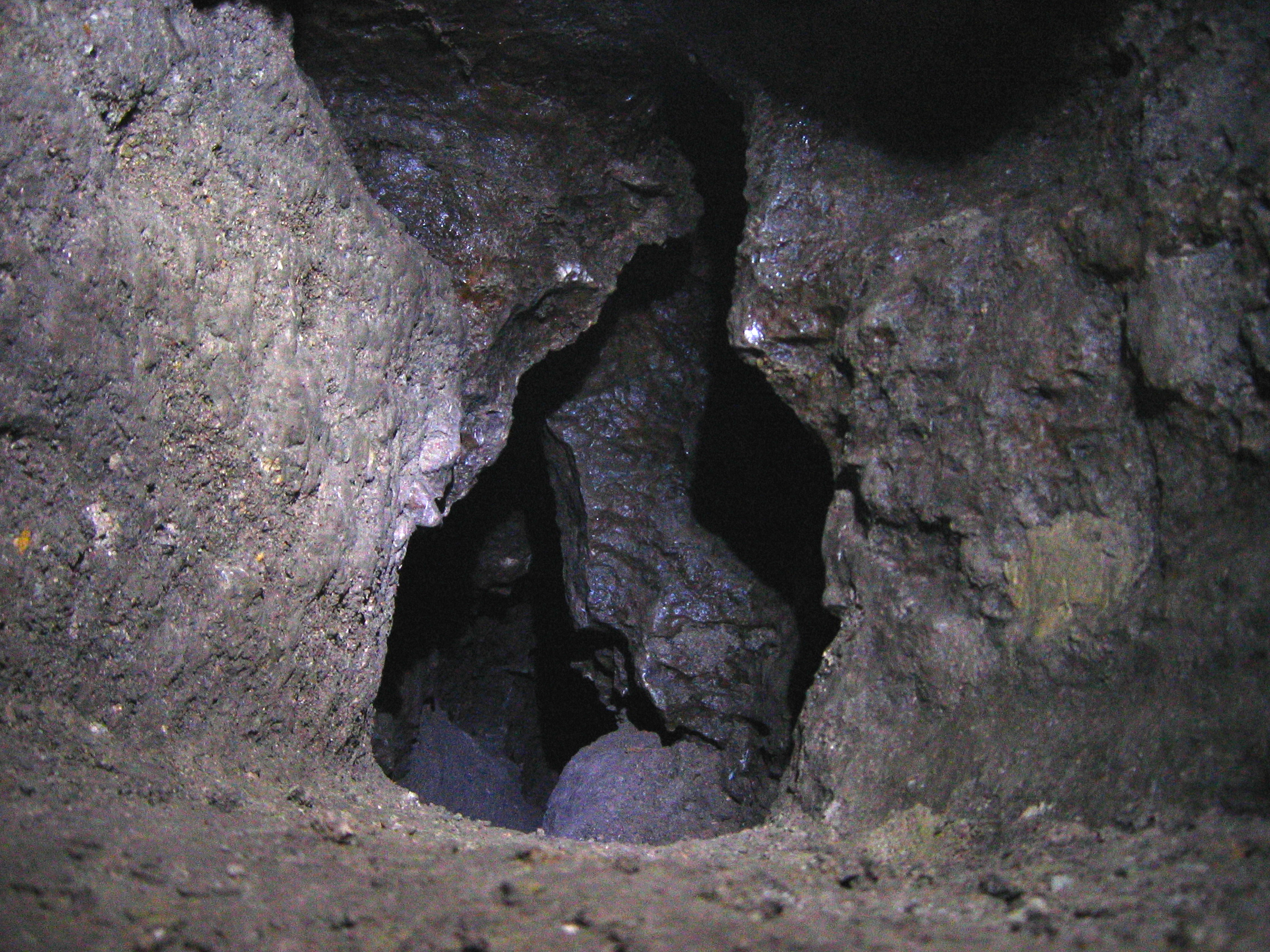
Excavacions
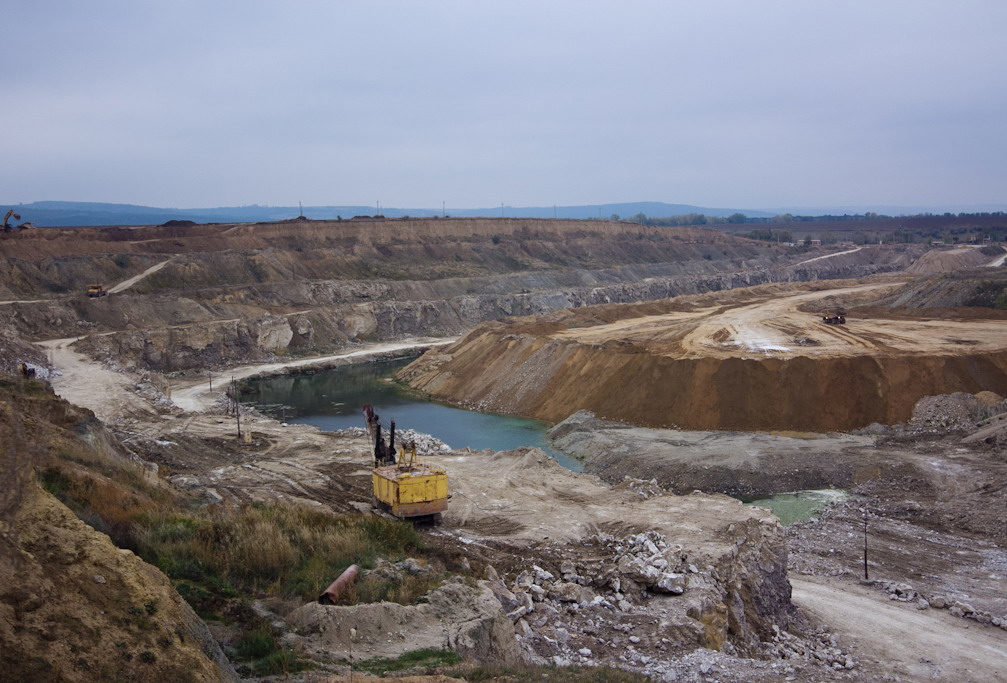
Pedrera de guix prop de la cova.

### Reunió

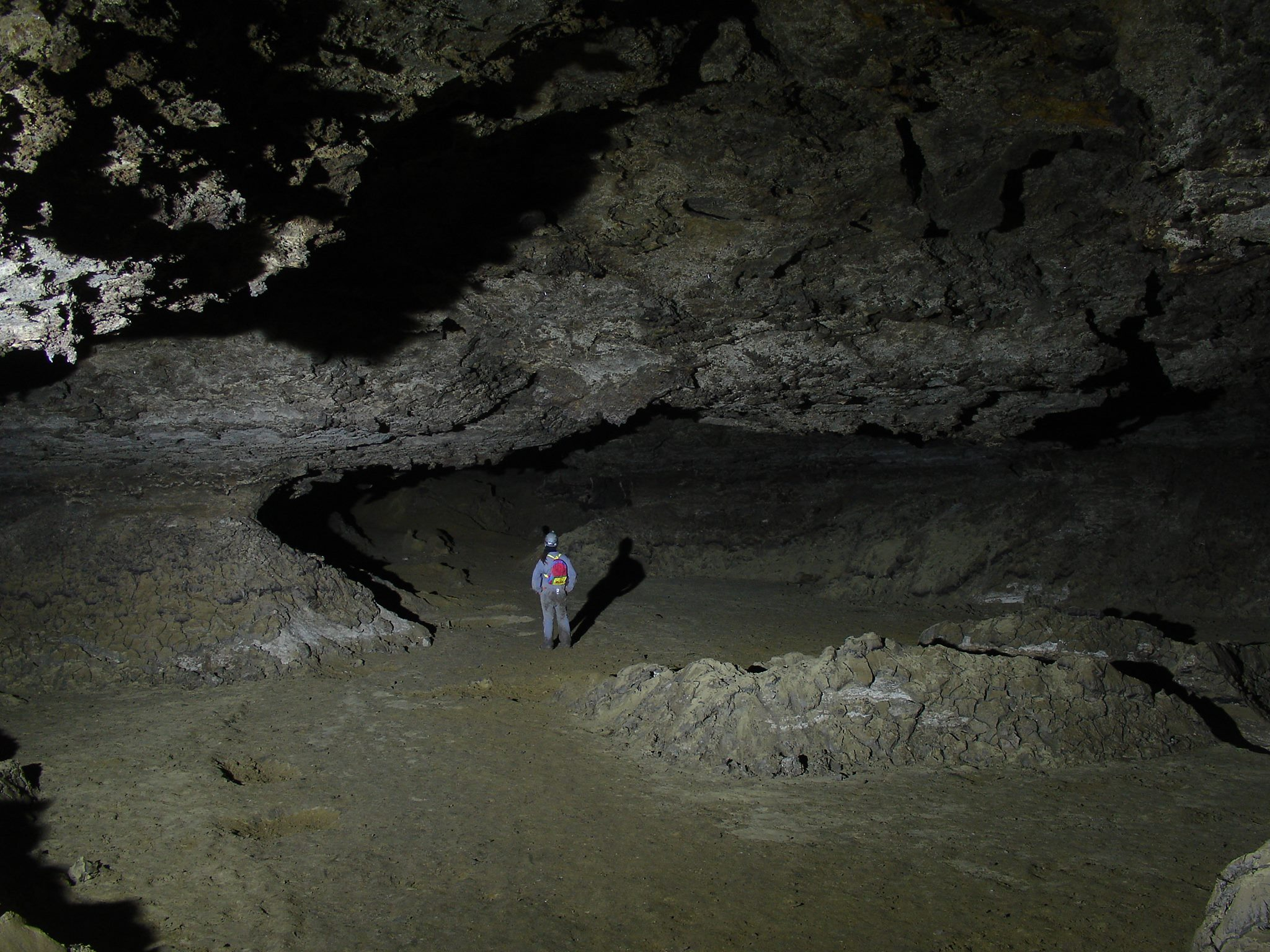
Un dels salons principals
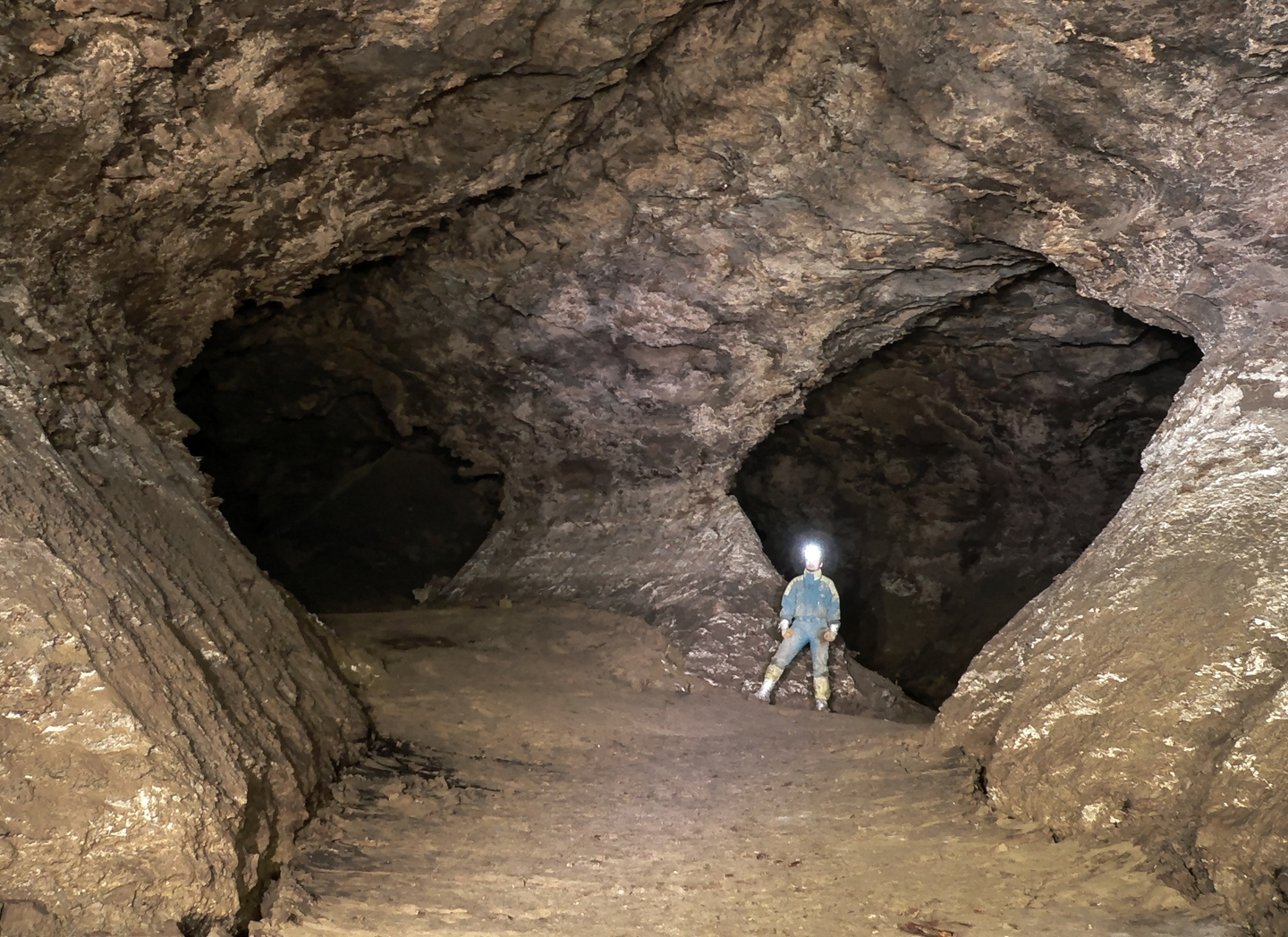
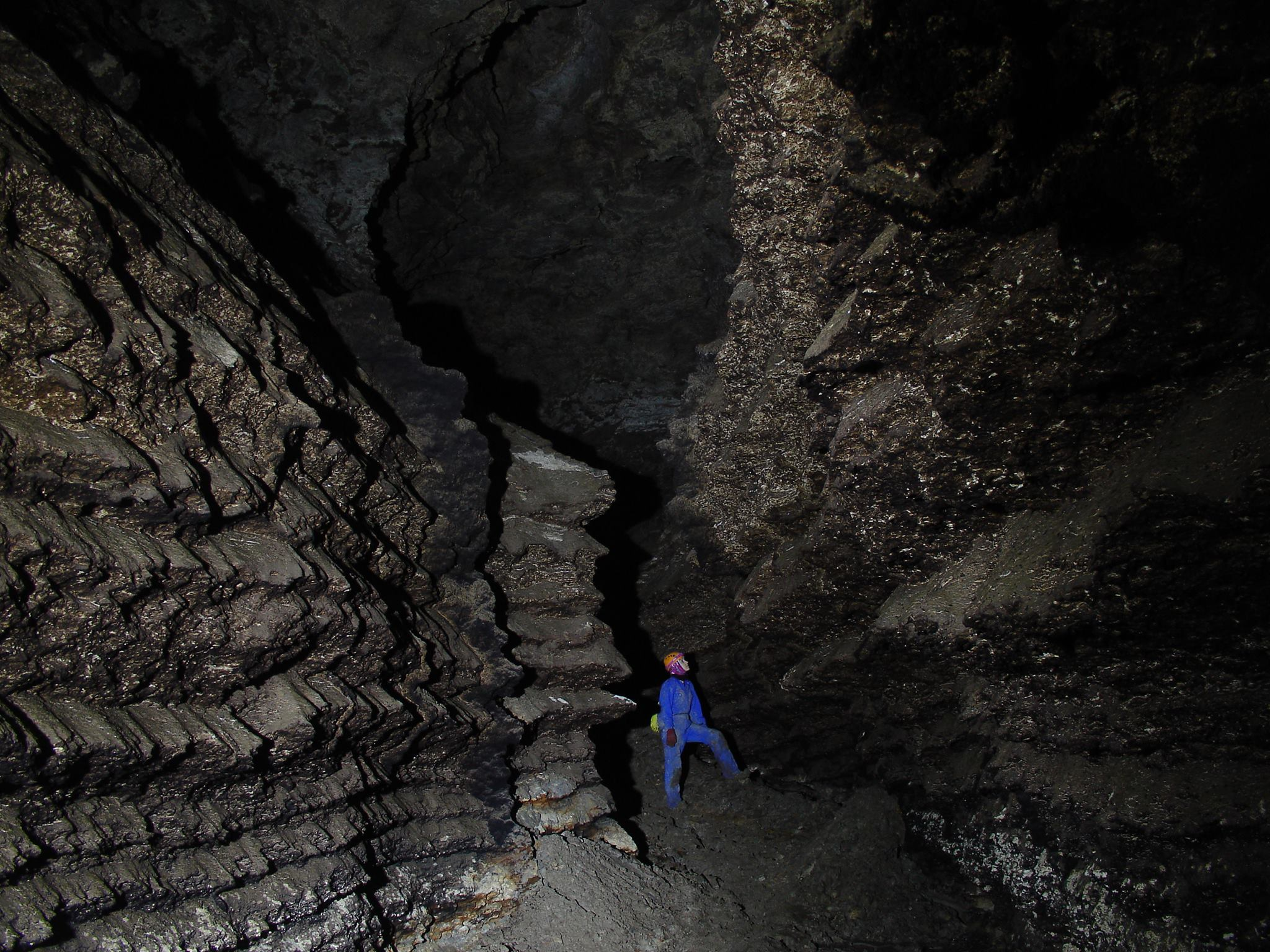
L'anomenada zona "Colorado".
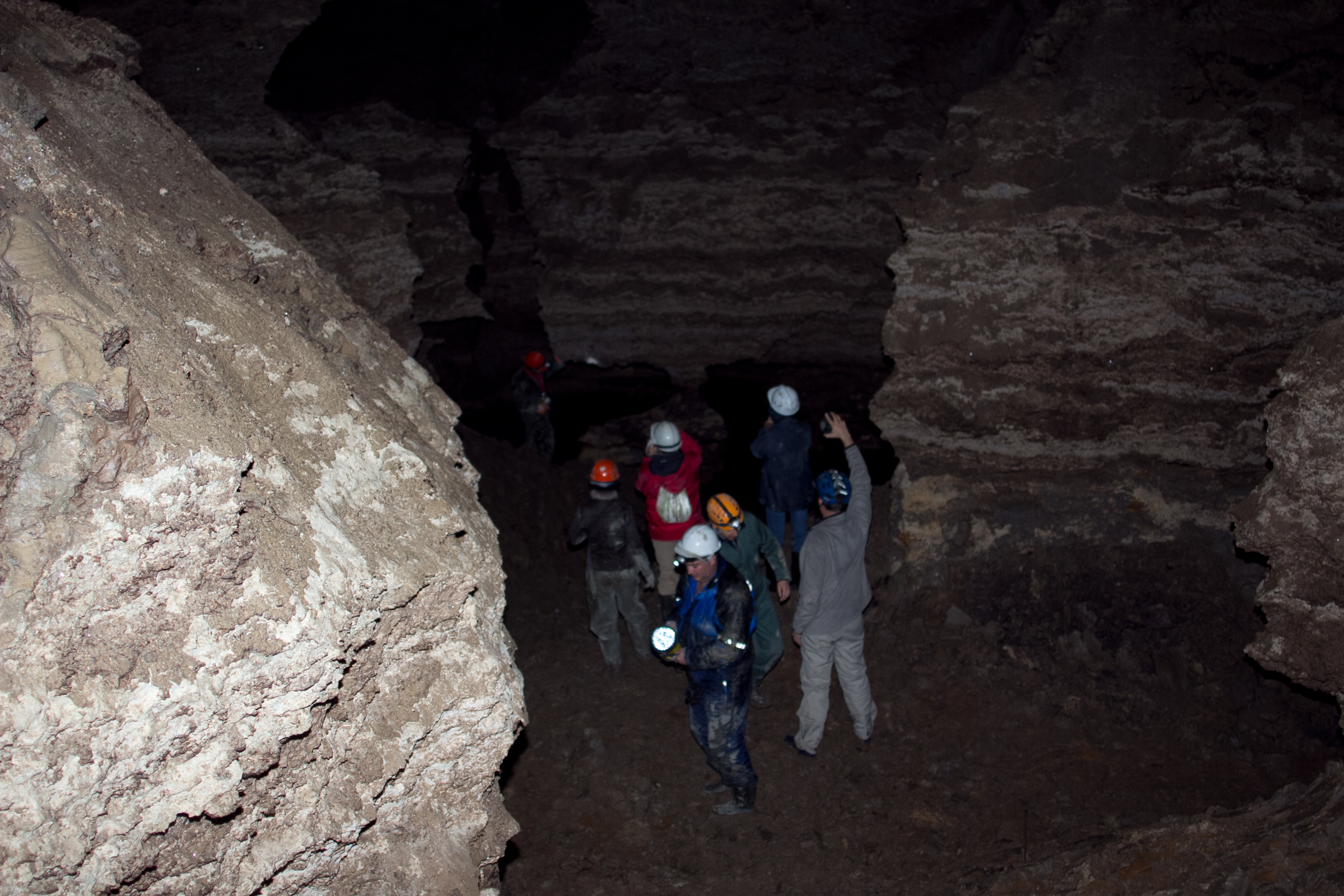
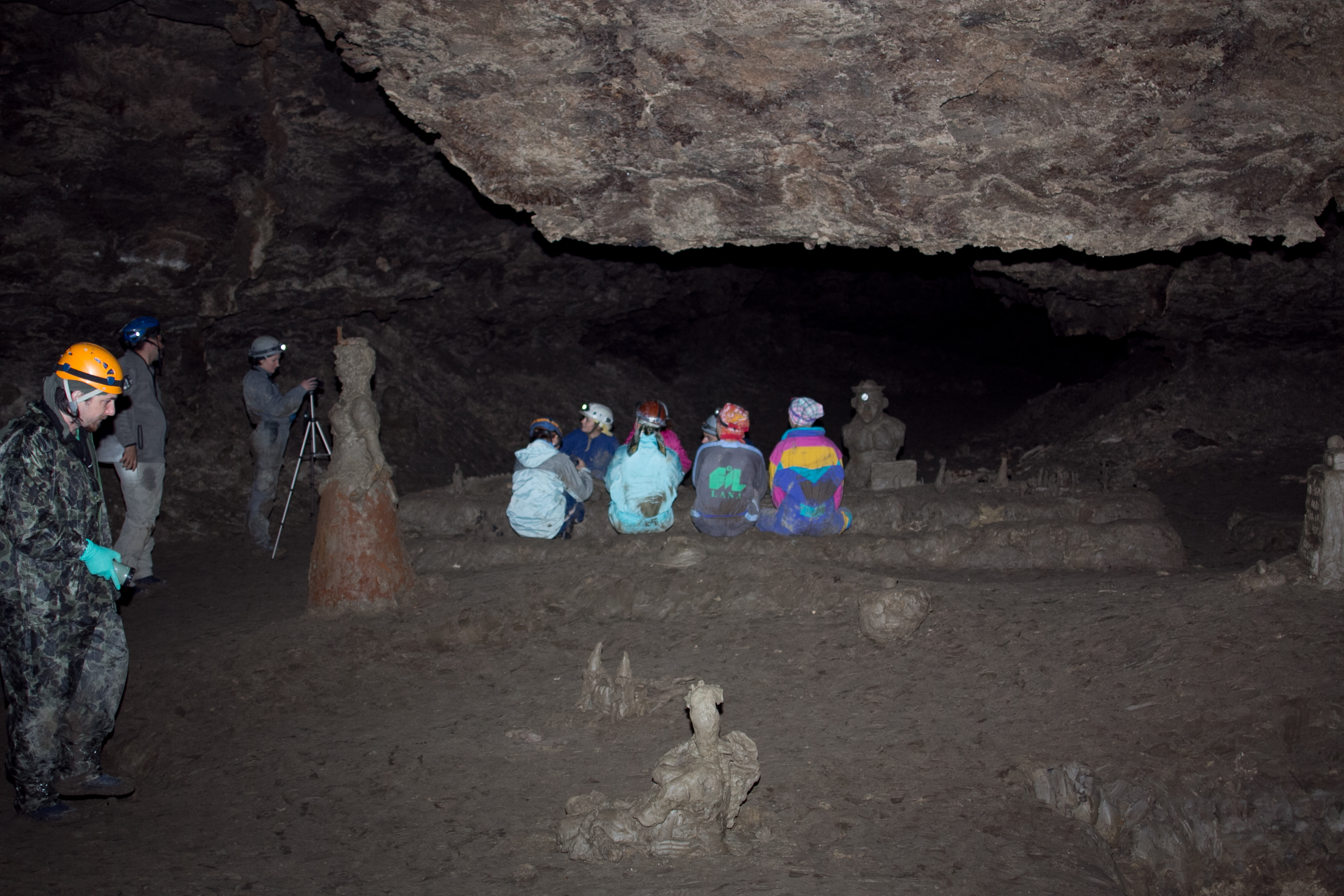
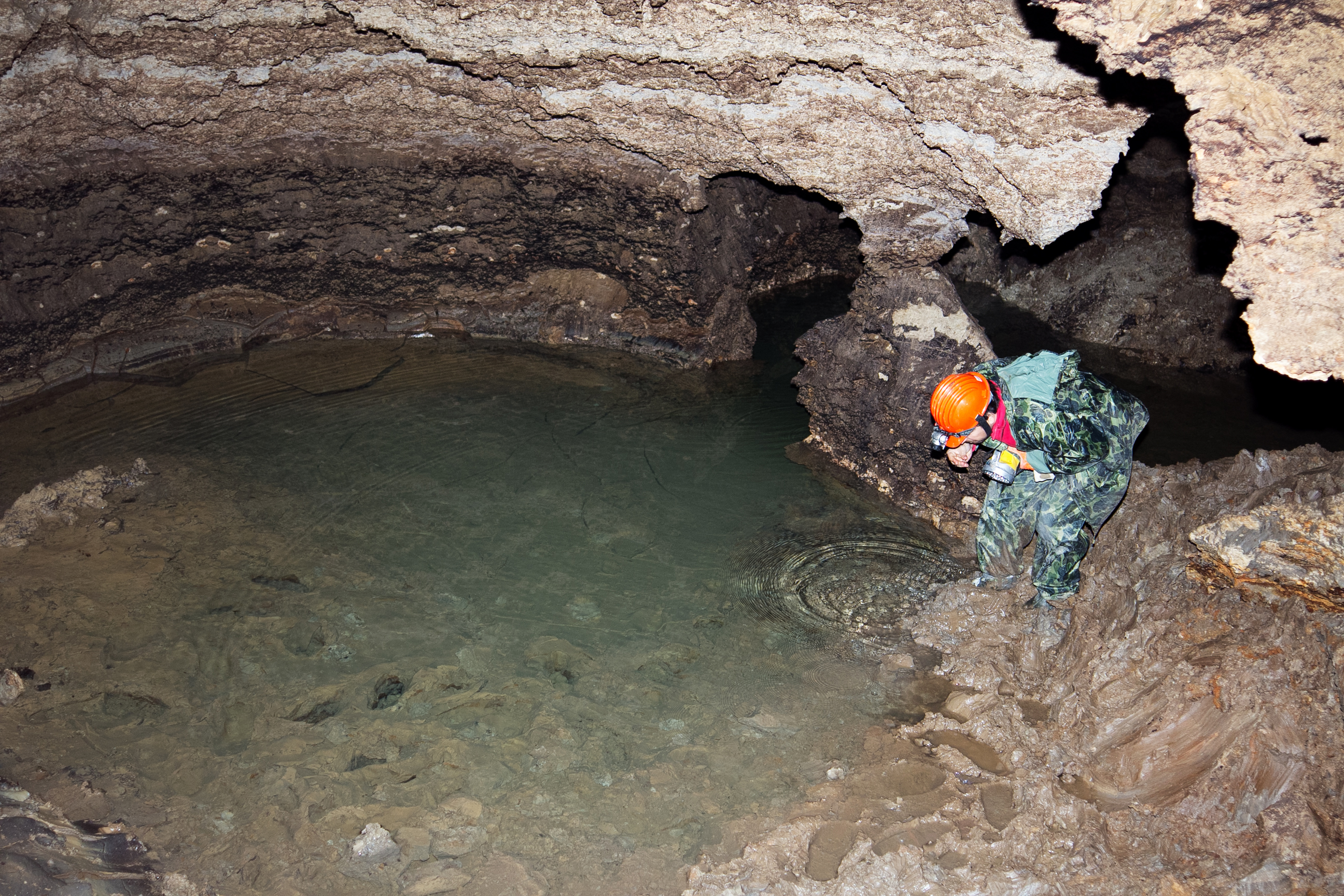
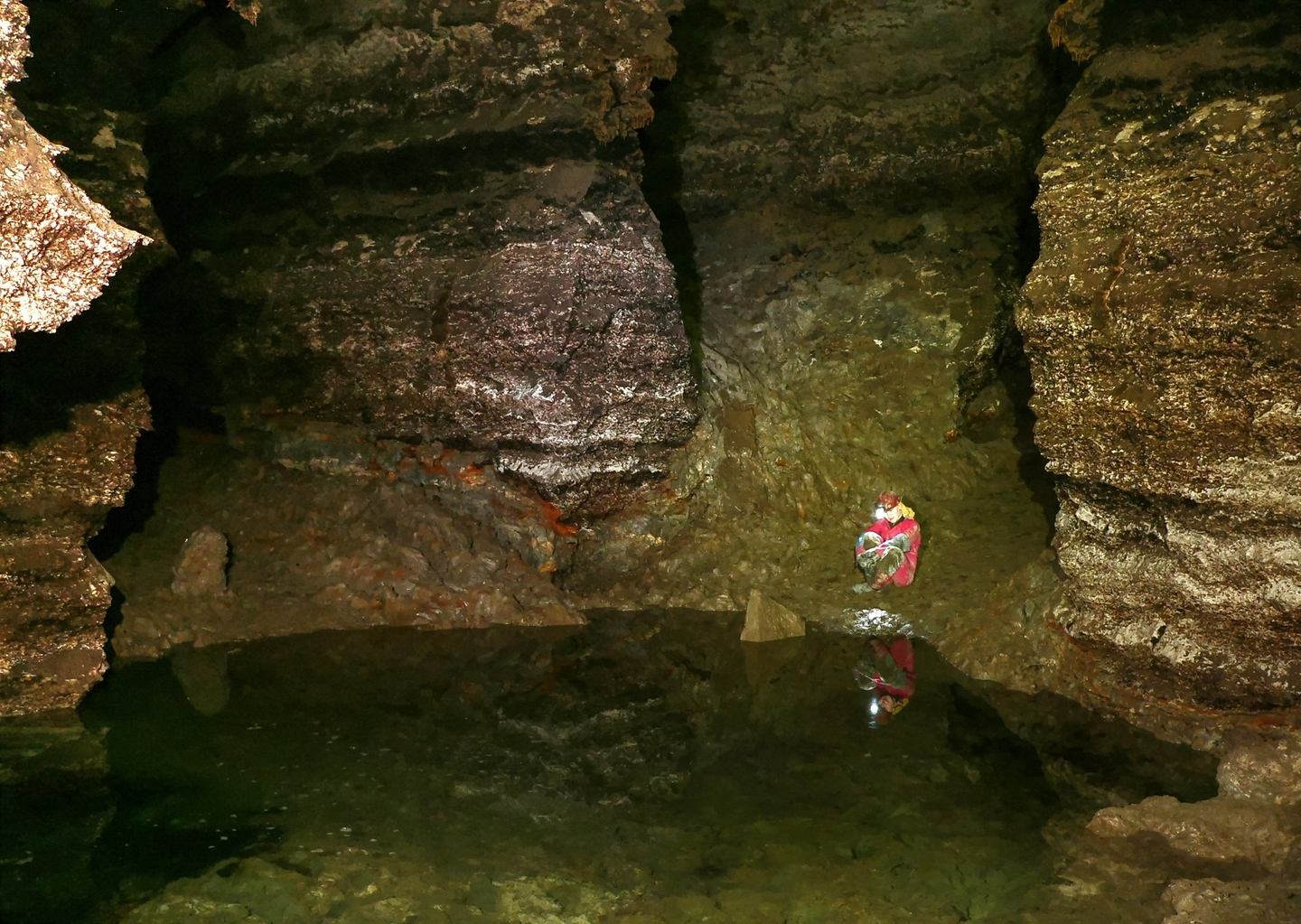

### Formacions espeleològiques

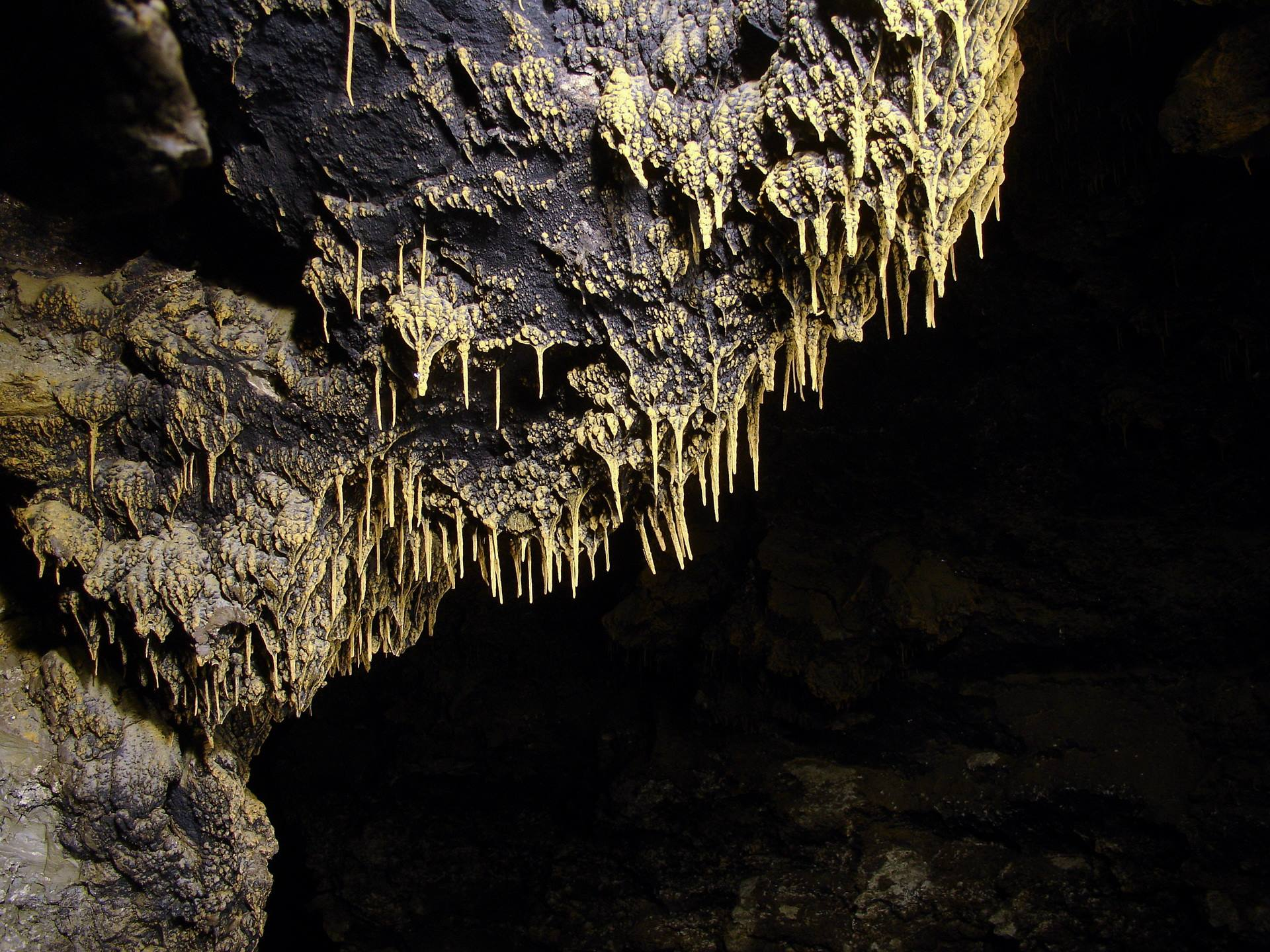
Estalactites d'argila
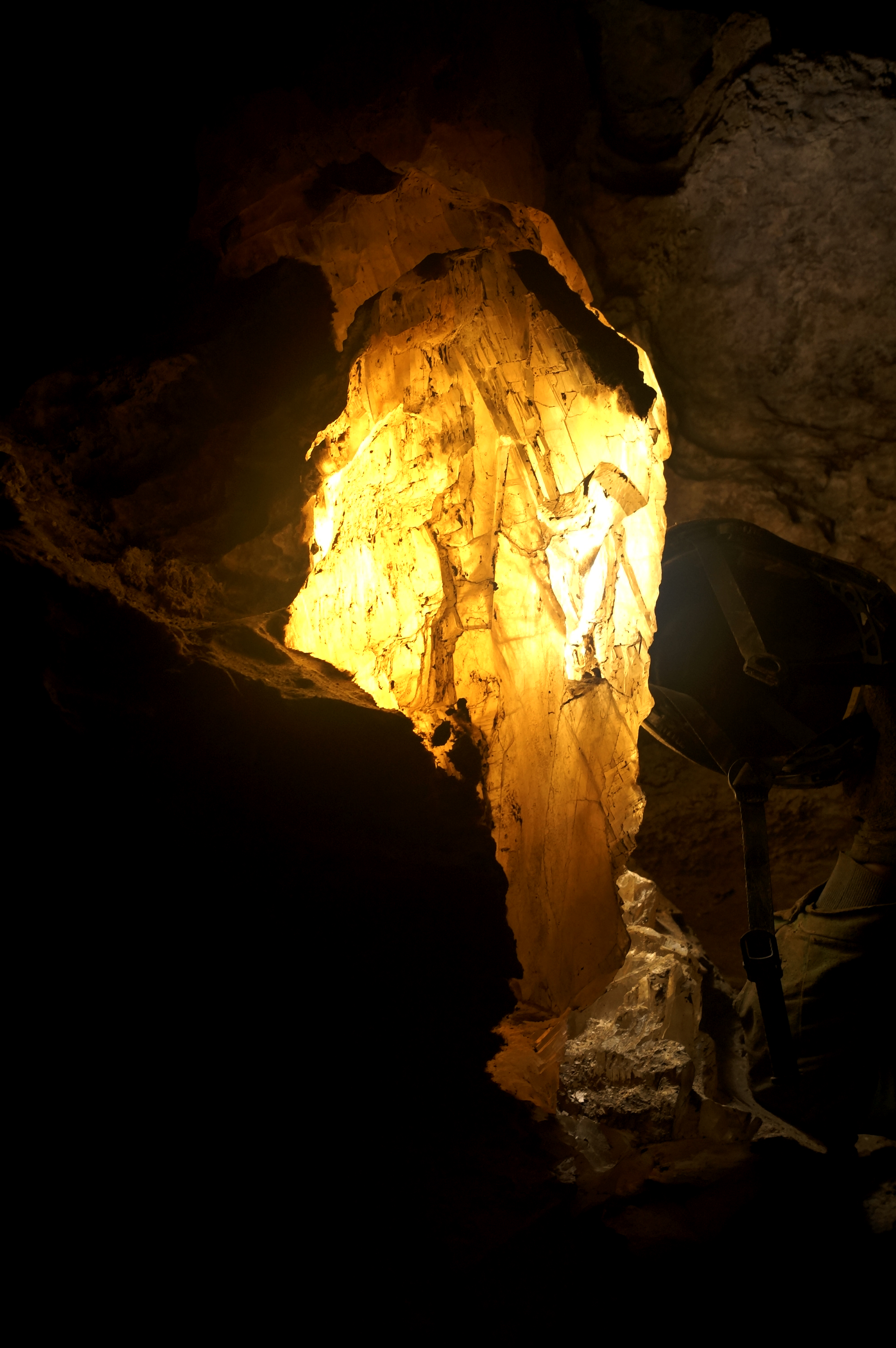
Cristall de guix
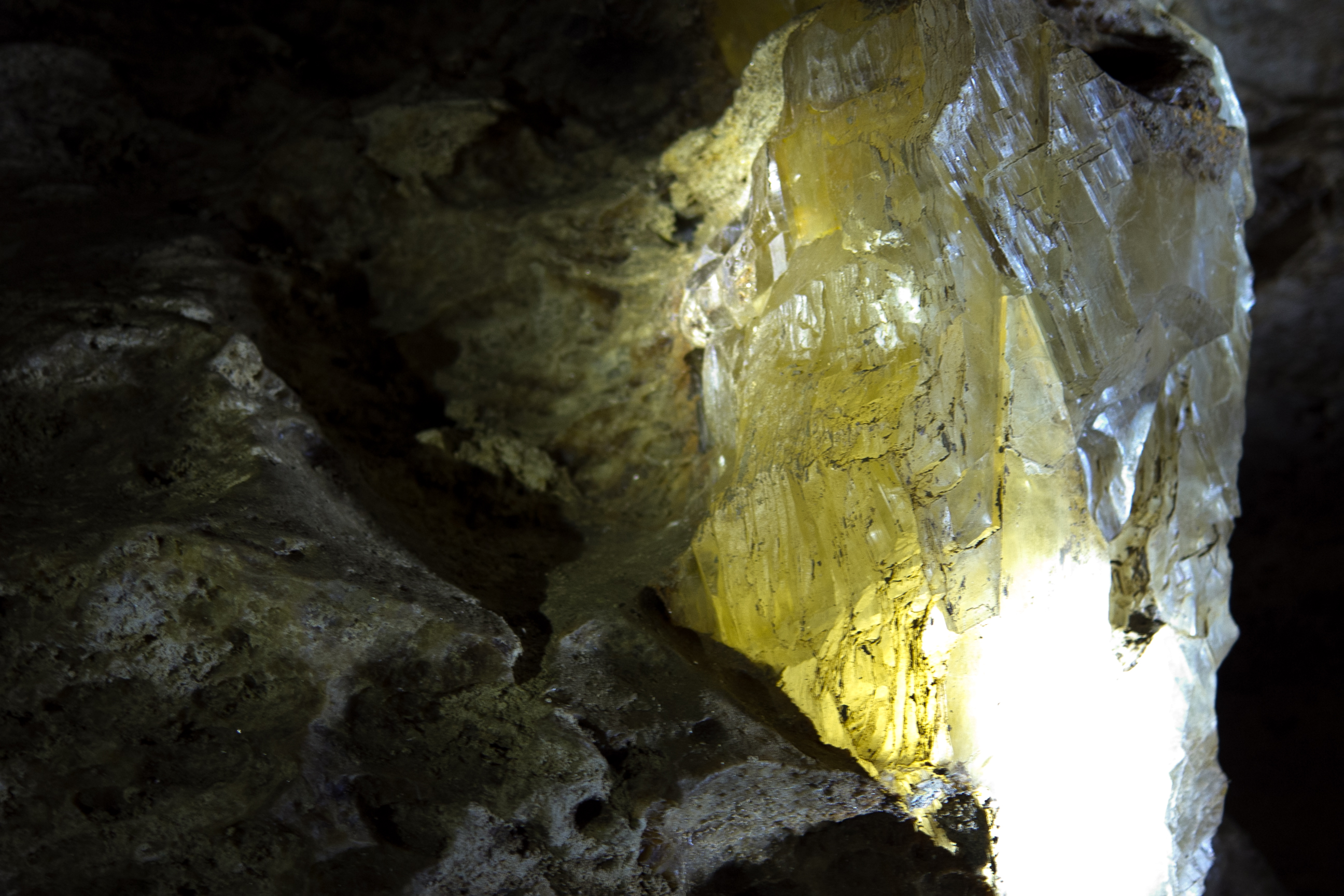
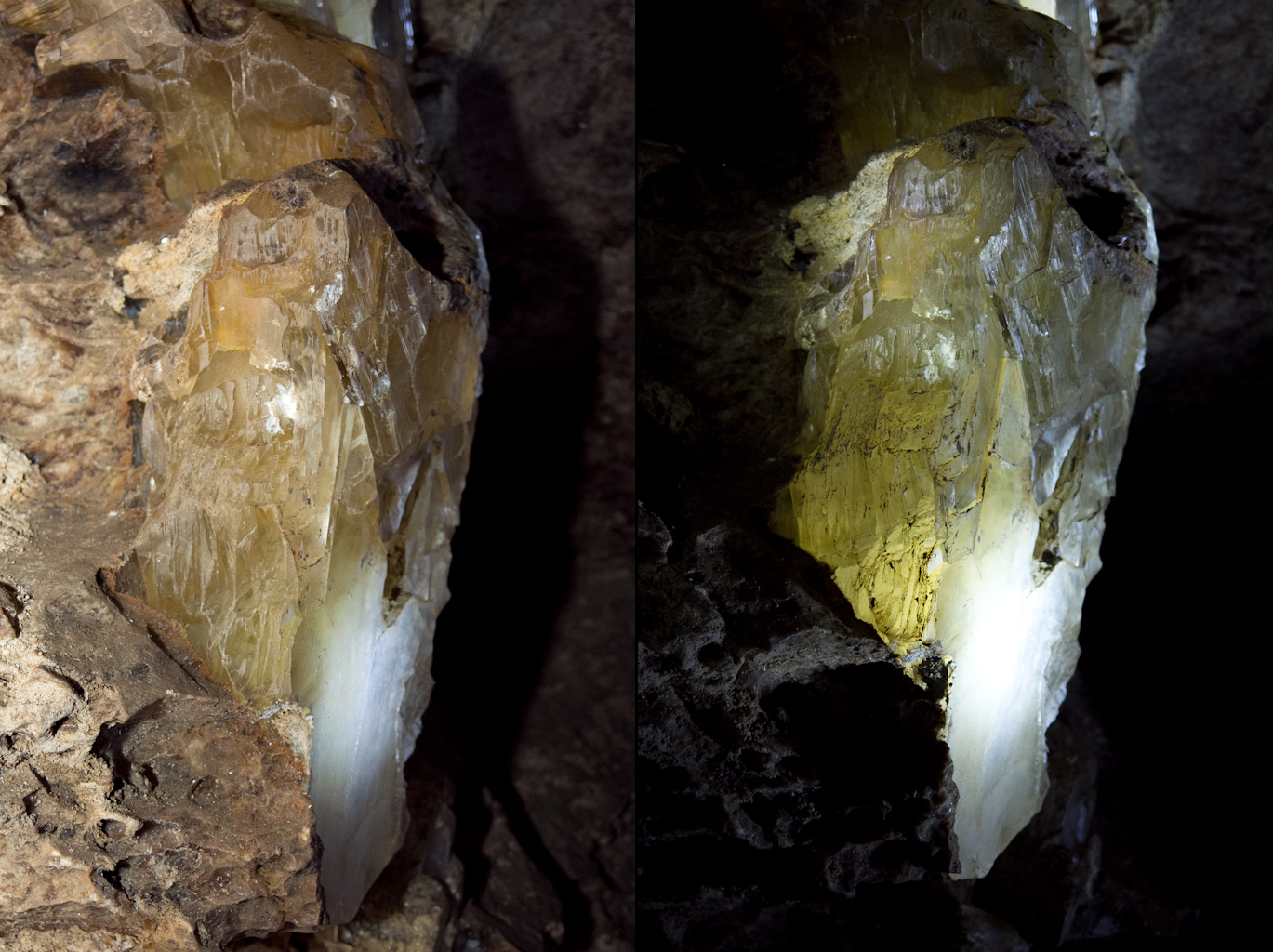
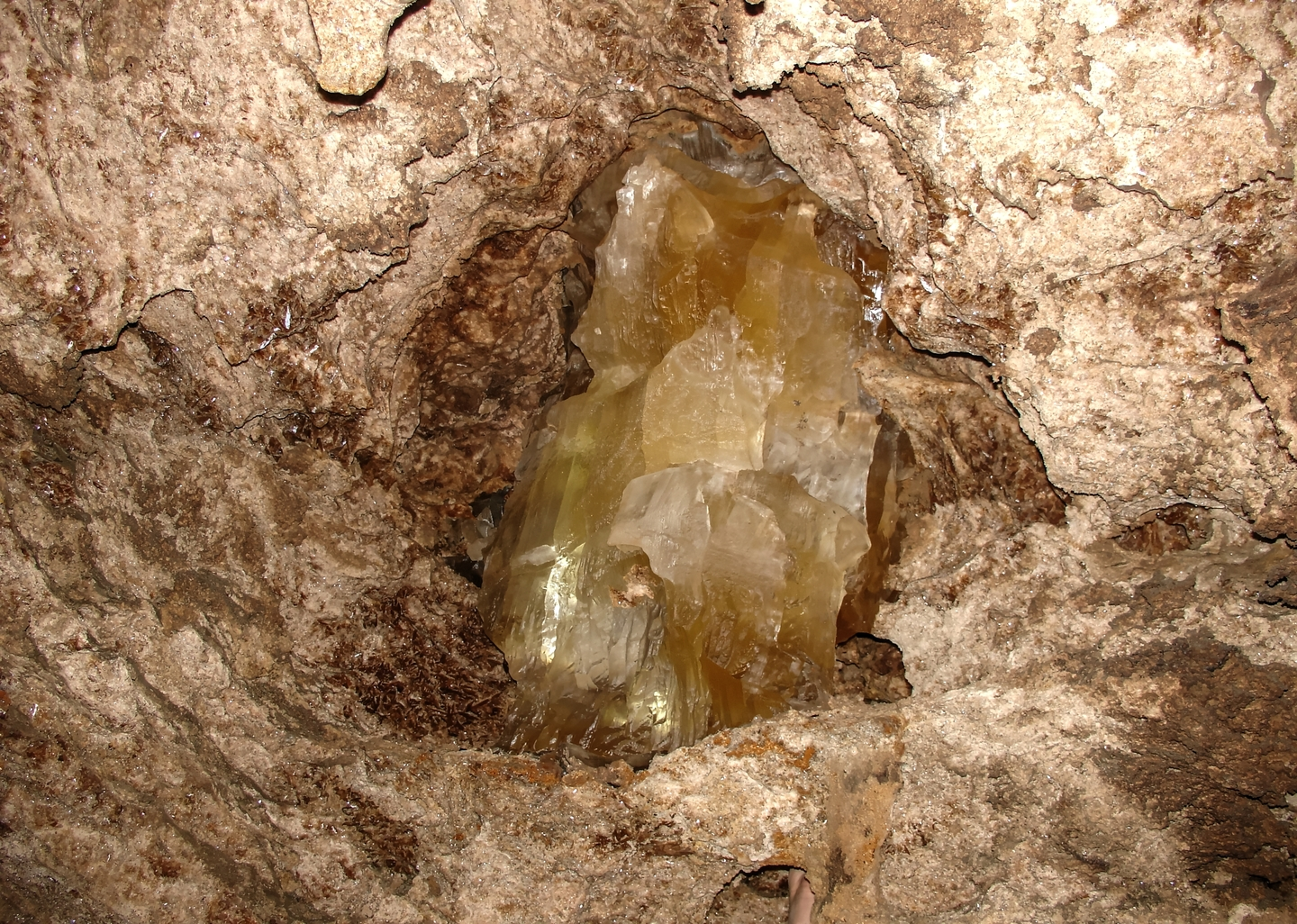
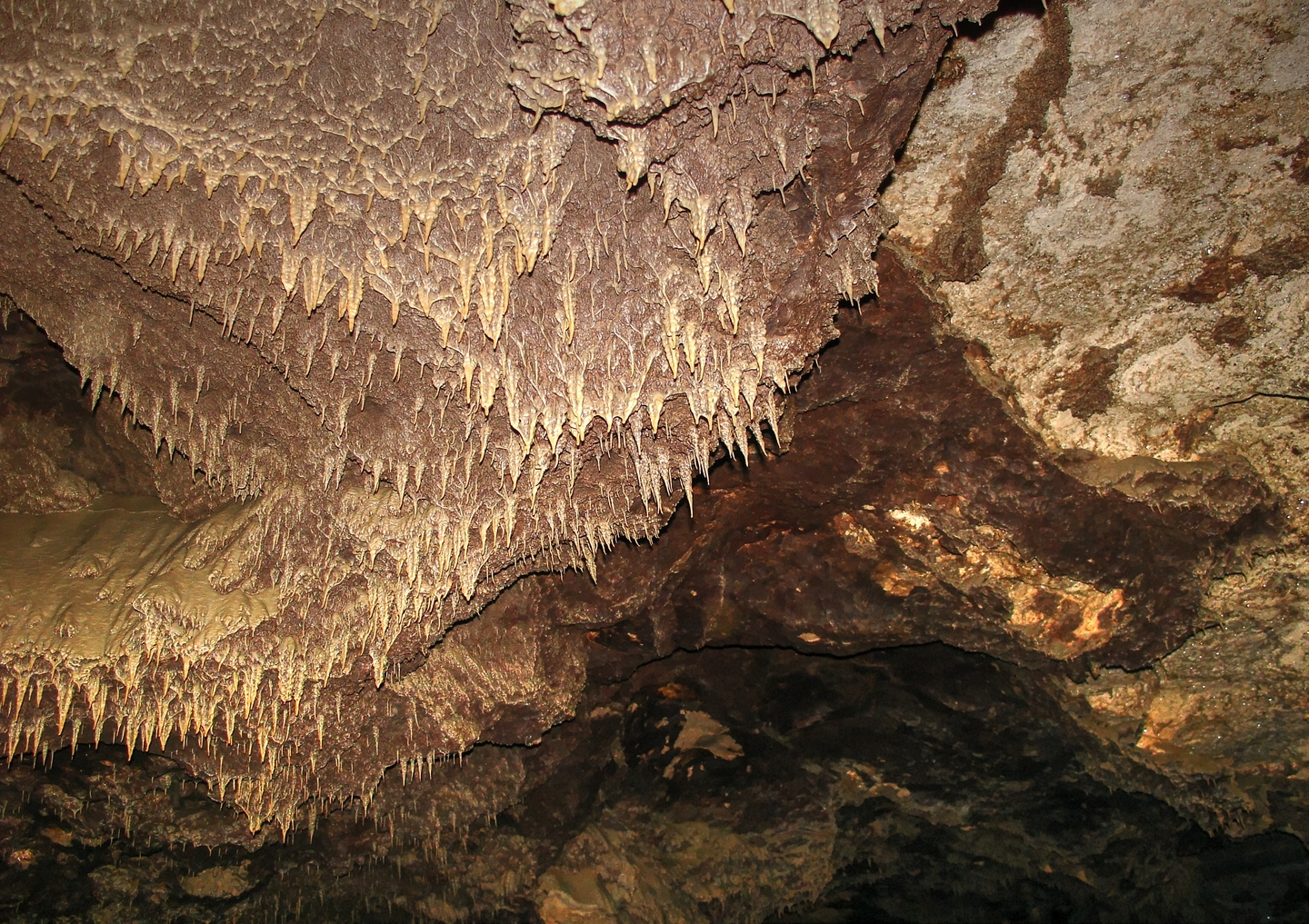

### Estat

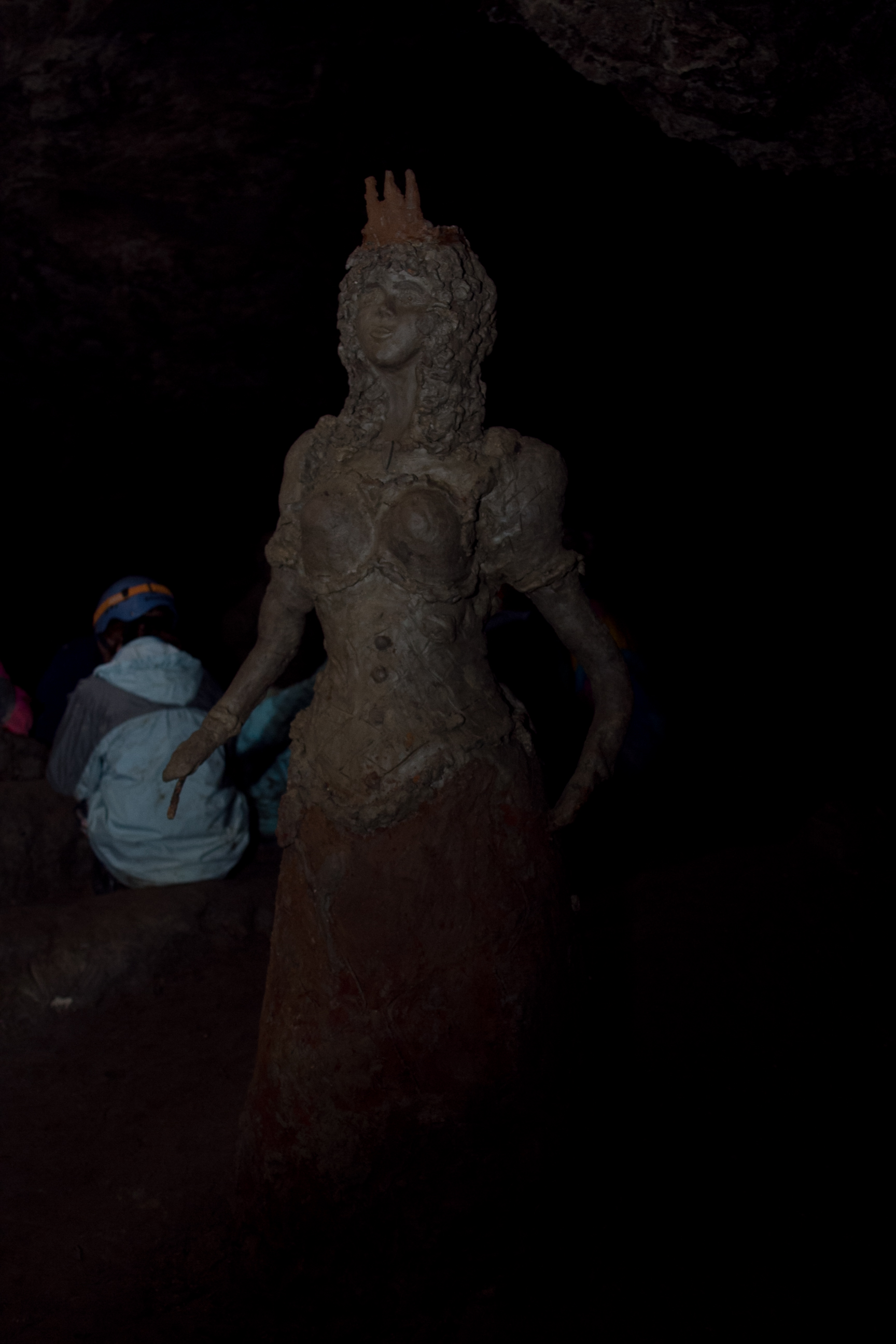
"Ventafocs"
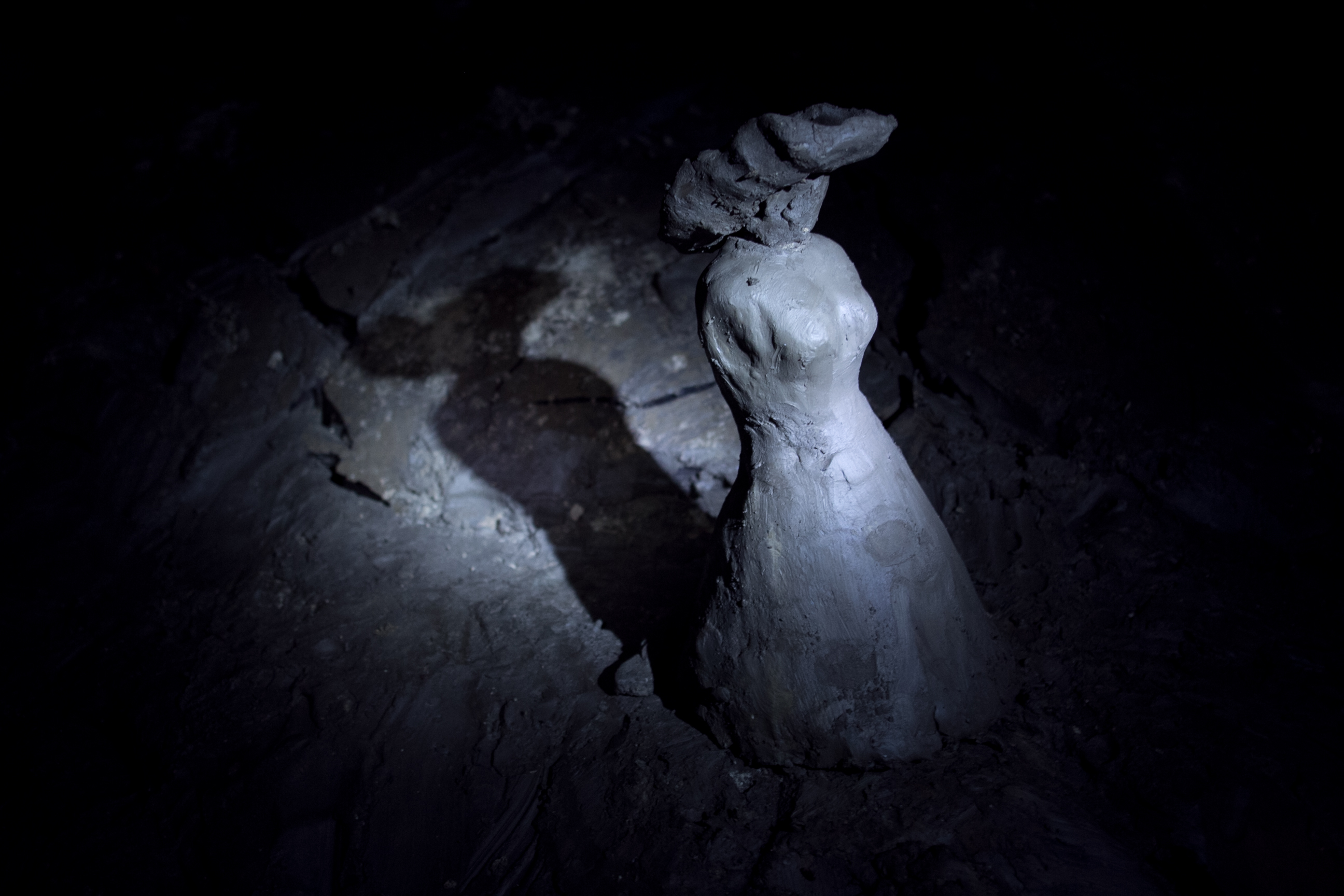
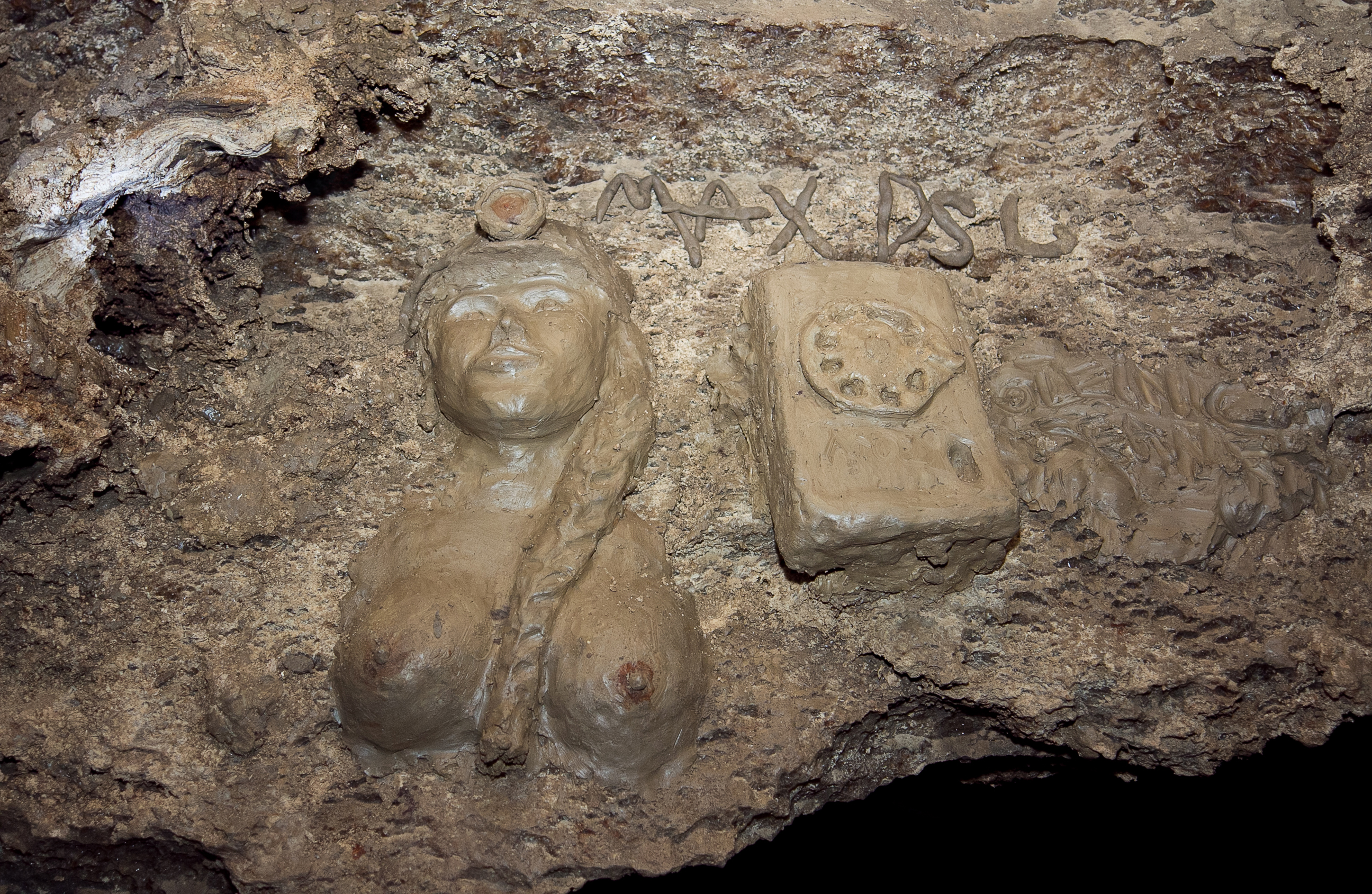
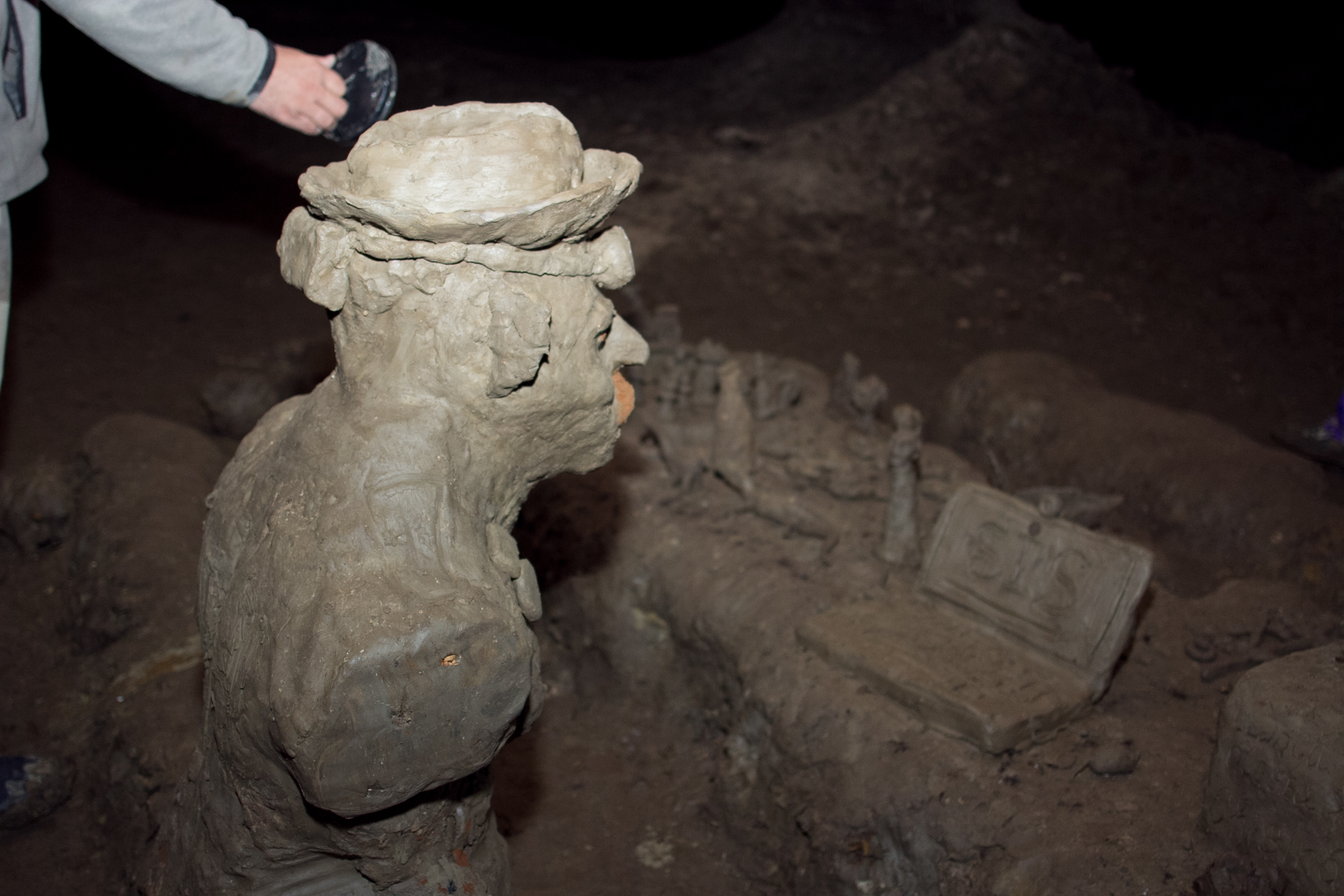
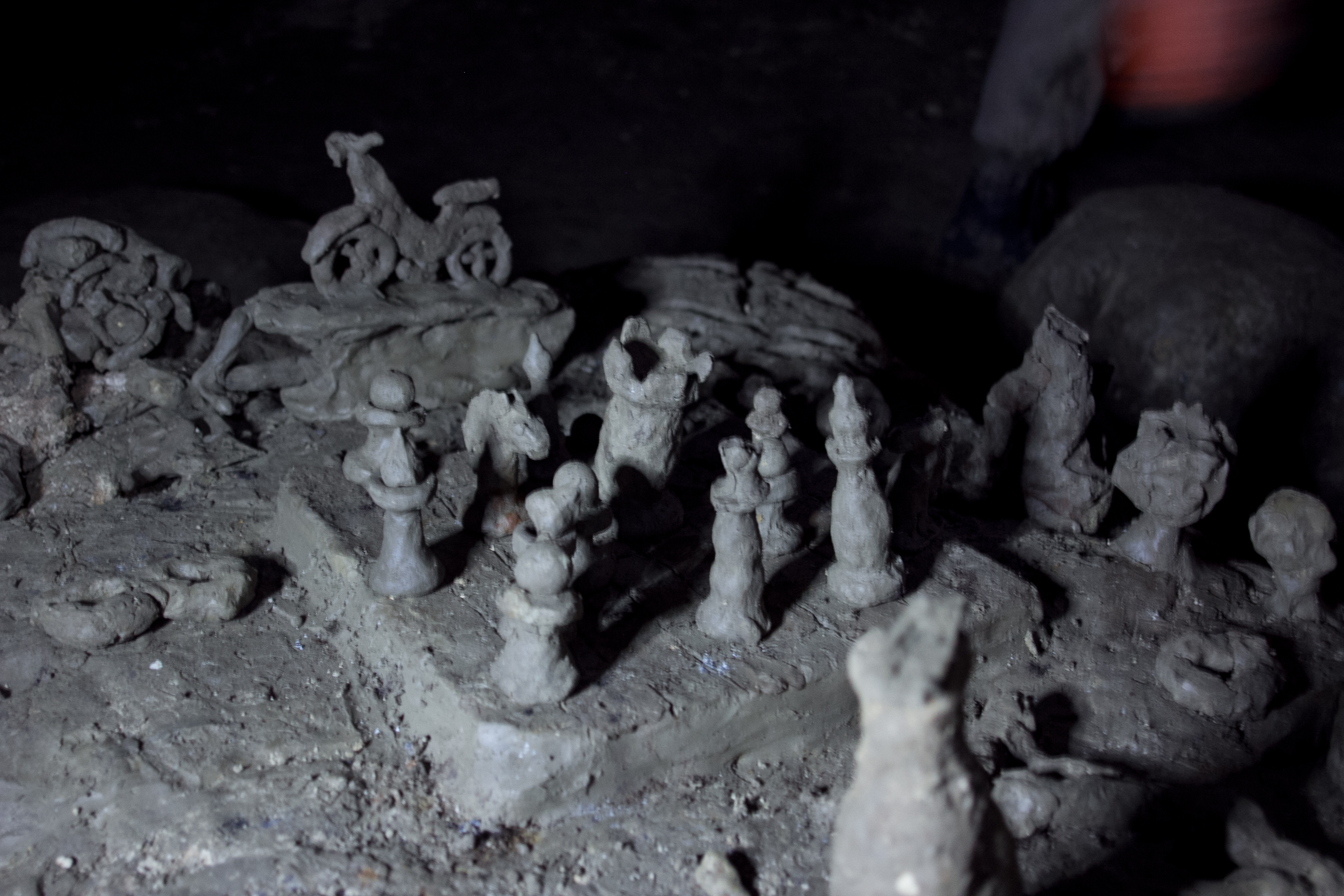
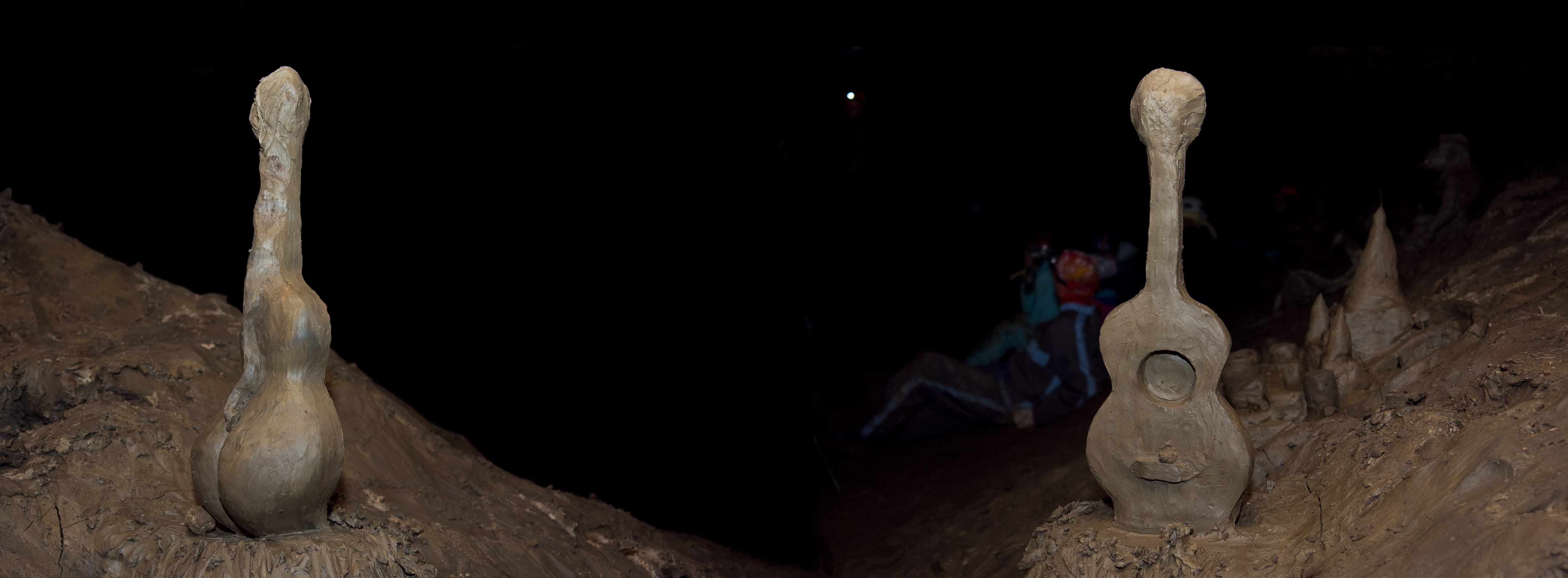